# Agenti S.H.I.E.L.D. (7. řada)
Sedmá řada amerického televizního seriálu Agenti S.H.I.E.L.D. na motivy organizace S.H.I.E.L.D. od Marvel Comics. Fitz vyrobí LMD Phila Coulsona, aby pomohl týmu porazit Chronicomy, kteří chtějí zničit S.H.I.E.L.D. a obsadit Zemi. Tato řada se v USA vysílala na stanici ABC od 27. května 2020 do 12. srpna 2020. V Česku se tato série nevysílala.

## Obsazení

### Hlavní role
| Clark Gregg             | Phil Coulson LMD           |
| Ming-Na Wen             | Melinda May                |
| Chloe Bennet            | Daisy Johnsonová / Quake   |
| Elizabeth Henstridge    | Jemma Simmonsová           |
| Henry Simmons           | Alphonso „Mack“ MacKenzie  |
| Natalia Cordova-Buckley | Elena „Yo-Yo“ Rodriguezová |
| Jeff Ward               | Deke Shaw                  |

### Vedlejší role
| Joel Stoffer                 | Enoch            |
| Tobias Jelinek               | Luke             |
| Darren Barnet a Neal Bledsoe | Wilfred Malick   |
| Enver Gjokaj                 | Daniel Sousa     |
| Tamara Taylor                | Sibyl            |
| Thomas E. Sullivan           | Nathaniel Malick |
| Dianne Doan                  | Kora             |

### Hostující role
| Patton Oswalt      | Ernest "Hazard" Koenig |
| Cameron Palazas    | Gideon Malick          |
| Patrick Warburton  | Rick Stoner            |
| Dichen Lanchman    | Jiaying                |
| Fin Argus          | Gordon                 |
| James Paxton       | John Garrett           |
| Iain De Caestecker | Leo Fitz               |
| Rachele Schank     | Victoria Hand          |
| Briana Venskus     | Piper                  |
| Maximilian Osinski | Davis                  |
| Coy Stewart        | Flint                  |

## Seznam dílů
| Č. v seriálu | Č. v řadě | Původní název                                      | Český název                       | Režie                | Scénář                                                          | Premiéra v USA    | Sledovanost v USA (v milionech diváků) |
| ------------ | --------- | -------------------------------------------------- | --------------------------------- | -------------------- | --------------------------------------------------------------- | ----------------- | -------------------------------------- |
| 124          | 1         | The New Deal                                       | Nová dohoda                       | Kevin Tancharoen     | George Kitson                                                   | 27. května 2020   | 1,82                                   |
| 125          | 2         | Know Your Onions                                   | Znát svou cibuli                  | Eric Laneuville      | Craig Titley                                                    | 3. června 2020    | 1,50                                   |
| 126          | 3         | Alien Commies from the Future!                     | Mimozemští komouši z budoucnosti! | Nina Lopez-Corrado   | Nora Zuckerman a Lilla Zuckerman                                | 10. června 2020   | 1,57                                   |
| 127          | 4         | Out of the Past                                    | Z minulosti                       | Garry A. Brown       | Mark Leitner                                                    | 17. června 2020   | 1,40                                   |
| 128          | 5         | A Trout in the Milk                                | Pstruh v mléce                    | Stan Brooks          | Iden Baghdadchi                                                 | 24. června 2020   | 1,37                                   |
| 129          | 6         | Adapt or Die                                       | Přizpůsobit se, nebo zemřít       | Aprill Winney        | DJ Doyle                                                        | 1. července 2020  | 1,32                                   |
| 130          | 7         | The Totally Excellent Adventures of Mack and the D | Slavná dobrodružství Macka a Deka | Jesse Bochco         | Brent Fletcher                                                  | 8. července 2020  | 1,39                                   |
| 131          | 8         | After, Before                                      | Před a poté                       | Eli Gonda            | James C. Oliver a Sharla Oliver                                 | 15. července 2020 | 1,38                                   |
| 132          | 9         | As I Have Always Been                              | Jak jsem vždycky byl              | Elizabeth Henstridge | Drew Z. Greenberg                                               | 22. července 2020 | 1,28                                   |
| 133          | 10        | Stolen                                             | Krádež                            | Garry A. Brown       | námět: Mark Linehan Bruner scénář: George Kitson a Mark Leitner | 29. července 2020 | 1,30                                   |
| 134          | 11        | Brand New Day                                      | Zbrusu nový den                   | Keith Potter         | Christopher Freyer                                              | 5. srpna 2020     | 1,25                                   |
| 135          | 12        | The End Is at Hand                                 | Konec se blíží                    | Chris Cheramie       | Jeffrey Bell                                                    | 12. srpna 2020    | 1,46                                   |
| 136          | 13        | What We're Fighting For                            | Za co bojujeme                    | Kevin Tancharoen     | Jed Whedon                                                      | 12. srpna 2020    | 1,46                                   |